# Zygonyx ranavalonae
Zygonyx ranavalonae – gatunek ważki z rodziny ważkowatych (Libellulidae).